# Garešnica
Garešnica este un oraș în cantonul Bjelovar-Bilogora, Croația, având o populație de 10.472 de locuitori (2011).

## Demografie
Componența etnică a orașului Garešnica
     Croați (84,72%)
     Sârbi (10,14%)
     Cehi (1,4%)
     Necunoscut (1,28%)
     Neclasificat (2,1%)
Componența confesională a orașului Garešnica
     Catolici (82,88%)
     Ortodocși (10,54%)
     Fără religie și atei (2,77%)
     Necunoscută (2,28%)
     Alte religii (1,53%)
Conform recensământului din 2011, orașul Garešnica avea 10.472 de locuitori. Din punct de vedere etnic, majoritatea locuitorilor (84,72%) erau croați, existând și minorități de sârbi (10,14%) și cehi (1,4%). Apartenența etnică nu este cunoscută în cazul a 1,28% din locuitori. Din punct de vedere confesional, majoritatea locuitorilor (82,88%) erau catolici, existând și minorități de ortodocși (10,54%) și persoane fără religie și atei (2,77%). Pentru 2,28% din locuitori nu este cunoscută apartenența confesională.